# Nicola IV Esterházy
Nicola IV Esterházy di Galantha (Vienna, 5 luglio 1869 – Ödenburg, 6 aprile 1920) è stato l'ultimo principe della prestigiosa casata ungherese degli Esterházy.

## Biografia
Nicola IV era figlio del principe Paolo IV e, alla morte del padre, assunse la guida del patrimonio famigliare. Egli consolidò le finanze della casata, a tal punto da riuscire ad estinguere i debiti che da 150 anni gravavano sulla sua famiglia, di cui sicuramente fece le spese il mecenatismo ormai noto della famiglia Esterházy. Subito dopo aver ottenuto il titolo di Principe ottenne anche il cavalierato dell'Ordine del Toson d'oro.
Il suo periodo più duro venne rappresentato dallo scoppio della prima guerra mondiale e la caduta della monarchia asburgica ad esso connessa. Quando l'Impero d'Austria cadde nel 1918, vennero completamente dissolte ed abolite anche tutte le entità statali ad esso connesse. Nicola IV vide le proprie posizioni ora in pericolo dal momento che ora tra Austria ed Ungheria era guerra aperta.
Egli prese ad ogni modo parte in modo attivo al gabinetto dei ministri dell'Imperatore Carlo I d'Austria e tentò di tenere unito ai domini imperiali il Regno d'Ungheria. Infine, per motivi di salute, il Principe decise di ritirarsi a Ödenburg dove morì nel 1920.

## Matrimonio e figli

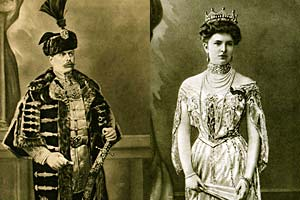
Nicola IV e la moglie Magrit

Il 16 novembre 1898 sposò la contessa Margit Maria Ludovika Cziráky di Czirák e Dénesfalva. La coppia ebbe tre figli:
- Paolo (1901-1989)
- Antonio (1903-1944)
- Ladislao (1905-2000).

## Albero genealogico
|                                                                                        | |                                                                                | Genitori                                                           |  |  | Nonni |  |  | Bisnonni                    |  |  | Trisnonni           |  |
|                                                                                        | |                                                                                |                                                                    |  |  |       |  |  | Paolo III Antonio Esterházy |  |  | Nicola II Esterházy |  |
|                                                                                        | |                                                                                |                                                                    |  |  |       |  |  | Paolo III Antonio Esterházy |  |  | Nicola II Esterházy |  |
|                                                                                        | | Maria Giuseppa Ermenegilda del Liechtenstein                                   |                                                                    |  |  |       |  |  | Paolo III Antonio Esterházy |  |  |                     |  |
| Nicola III Esterházy                                                                   | |                                                                                |                                                                    |  |  |       |  |  | Paolo III Antonio Esterházy |  |  |                     |  |
|                                                                                        | | Maria Teresa di Thurn und Taxis                                                | Carlo Alessandro di Thurn und Taxis, V principe di Thurn und Taxis |  |  |       |  |  |                             |  |  |                     |  |
|                                                                                        | | Maria Teresa di Thurn und Taxis                                                | Carlo Alessandro di Thurn und Taxis, V principe di Thurn und Taxis |  |  |       |  |  |                             |  |  |                     |  |
|                                                                                        | | Maria Teresa di Thurn und Taxis                                                | Carlo Anselmo di Thurn und Taxis, IV principe di Thurn und Taxis   |  |  |       |  |  |                             |  |  |                     |  |
| Paolo IV Esterházy                                                                     | | Maria Teresa di Thurn und Taxis                                                |                                                                    |  |  |       |  |  |                             |  |  |                     |  |
|                                                                                        | | George Child Villiers, V conte di Jersey                                       | George Villiers, IV conte di Jersey                                |  |  |       |  |  |                             |  |  |                     |  |
|                                                                                        | | George Child Villiers, V conte di Jersey                                       | George Villiers, IV conte di Jersey                                |  |  |       |  |  |                             |  |  |                     |  |
|                                                                                        | | George Child Villiers, V conte di Jersey                                       | Frances Twysden                                                    |  |  |       |  |  |                             |  |  |                     |  |
| Sarah Frederica Child-Villiers                                                         | | George Child Villiers, V conte di Jersey                                       |                                                                    |  |  |       |  |  |                             |  |  |                     |  |
|                                                                                        | | Sarah Sophia Fane                                                              | John Fane, X conte di Westmorland                                  |  |  |       |  |  |                             |  |  |                     |  |
|                                                                                        | | Sarah Sophia Fane                                                              | John Fane, X conte di Westmorland                                  |  |  |       |  |  |                             |  |  |                     |  |
|                                                                                        | | Sarah Sophia Fane                                                              | Sarah Anne Child                                                   |  |  |       |  |  |                             |  |  |                     |  |
| Nicola IV Esterházy                                                                    | | Sarah Sophia Fane                                                              |                                                                    |  |  |       |  |  |                             |  |  |                     |  |
|                                                                                        | Johann Nepomuk Joseph Norbert von Trauttmansdorff-Weinsberg, principe di Trauttmansdorff-Weinsberg | Ferdinand von Trauttmansdorff-Weinsberg, principe di Trauttmansdorff-Weinsberg |                                                                    |  |  |       |  |  |                             |  |  |                     |  |
|                                                                                        | Johann Nepomuk Joseph Norbert von Trauttmansdorff-Weinsberg, principe di Trauttmansdorff-Weinsberg | Ferdinand von Trauttmansdorff-Weinsberg, principe di Trauttmansdorff-Weinsberg |                                                                    |  |  |       |  |  |                             |  |  |                     |  |
|                                                                                        | Johann Nepomuk Joseph Norbert von Trauttmansdorff-Weinsberg, principe di Trauttmansdorff-Weinsberg | Maria Karoline von Colloredo                                                   |                                                                    |  |  |       |  |  |                             |  |  |                     |  |
| Ferdinand Joachim von Trauttmansdorff-Weinsberg, principe di Trauttmansdorff-Weinsberg | Johann Nepomuk Joseph Norbert von Trauttmansdorff-Weinsberg, principe di Trauttmansdorff-Weinsberg |                                                                                |                                                                    |  |  |       |  |  |                             |  |  |                     |  |
|                                                                                        | | Elisabeth Maria Philippa von Fürstenberg                                       | Joachim Egon von Fürstenberg, langravio di Fürstenberg-Weitra      |  |  |       |  |  |                             |  |  |                     |  |
|                                                                                        | | Elisabeth Maria Philippa von Fürstenberg                                       | Joachim Egon von Fürstenberg, langravio di Fürstenberg-Weitra      |  |  |       |  |  |                             |  |  |                     |  |
|                                                                                        | | Elisabeth Maria Philippa von Fürstenberg                                       | Sophia Maria Theresia Walburga von Oettingen                       |  |  |       |  |  |                             |  |  |                     |  |
| Marie von Trauttmansdorff-Weinsberg                                                    | | Elisabeth Maria Philippa von Fürstenberg                                       |                                                                    |  |  |       |  |  |                             |  |  |                     |  |
|                                                                                        | | Carlo Francesco del Liechtenstein                                              | Carlo Giuseppe del Liechtenstein                                   |  |  |       |  |  |                             |  |  |                     |  |
|                                                                                        | | Carlo Francesco del Liechtenstein                                              | Carlo Giuseppe del Liechtenstein                                   |  |  |       |  |  |                             |  |  |                     |  |
|                                                                                        | | Carlo Francesco del Liechtenstein                                              | Mariana Josepha von Khevenhüller-Metsch                            |  |  |       |  |  |                             |  |  |                     |  |
| Anna Maria del Liechtenstein                                                           | | Carlo Francesco del Liechtenstein                                              |                                                                    |  |  |       |  |  |                             |  |  |                     |  |
|                                                                                        | | Franziska von Wrbna und Freudenthal                                            | Rudolf von Wrbna und Freudenthal                                   |  |  |       |  |  |                             |  |  |                     |  |
|                                                                                        | | Franziska von Wrbna und Freudenthal                                            | Rudolf von Wrbna und Freudenthal                                   |  |  |       |  |  |                             |  |  |                     |  |
|                                                                                        | | Franziska von Wrbna und Freudenthal                                            | Maria Theresia Antonia von Kaunitz-Rietberg                        |  |  |       |  |  |                             |  |  |                     |  |
|                                                                                        | | Franziska von Wrbna und Freudenthal                                            |                                                                    |  |  |       |  |  |                             |  |  |                     |  |